# Priceless (песня)
«Priceless» (с англ. — «Бесценная») — песня американской группы Maroon 5 при участии тайской рэперши и певицы Лисы Манобан (участницы южнокорейской гёрл-группы Blackpink). Она была выпущена на 222 Records и Interscope Records в качестве лид-сингла грядущего восьмого студийного альбома группы 2 мая 2025 года. Продюсерами песни выступили вокалист Адам Левин, басист Сэм Фаррар из группы, Федерико Виндвер, JKash и Mailbox; первые четверо написали её вместе с Лисой, Майклом Поллаком, Али Тампоси и Реа Раджей. Это первый сингл группы за почти два года с момента выхода «Middle Ground», который был выпущен 19 мая 2023 года.

## История
Maroon 5 выпустили свой седьмой студийный альбом Jordi в 2021 году, за которым последовал самостоятельный сингл «Middle Ground» в 2023 году и ремикс на него с Микки Гайтон. 7 апреля 2025 года вокалист Адам Левин подтвердил на Ночном шоу с Джимми Фэллоном, что группа планирует выпустить сингл «примерно в конце месяца». Сингл должен был предшествовать новому альбому, выход которого запланирован на лето, и туру, стартующему «примерно осенью». 23 апреля Maroon 5 опубликовали в Instagram фотографию, сделанную со спины, на которой Левин и таинственная женщина стоят бок о бок, глядя из окна от пола до потолка на ночной городской пейзаж. На следующий день Лиса опубликовала в своём Instagram Story клип с аудиофрагментом, на котором она лежит на спине и, похоже, снимает видео в том же наряде, что и на оригинальной фотографии.
25 апреля Maroon 5 подтвердили своё сотрудничество над «Priceless» и разместили ссылки на предварительное сохранение релиза на Spotify и Apple Music вместе с коротким видео, в котором Левин и Лиса игриво позируют вместе во время фотосессии, когда на заднем плане звучит припев песни. Группа также выложила 15-секундный тизер трека в своём Instagram Story, а Левин разместил чёрно-белые фотографии из клипа на своём личном аккаунте в Instagram, на которых изображены хлопушка с именами режиссёра Аэрин Морено и оператора Расса Фрейзера, а также снимок с воздуха, на котором Левин и Лиса отдыхают на балконе. 28 апреля Maroon 5 объявили дату выхода песни — 2 мая — и обложку с Левином и Лисой.

## Композиция
Песню «Priceless» написали солист группы Maroon 5 певец Адам Левин, Али Тампоси, Федерико Виндвер, Джейкоб Кашер Хиндлин, исполнительница Лиса, Майкл Поллак, Реа Радж и бас-гитарист группы Сэм Фаррар. Продюсерами песни выступили Левин, Сэм Фаррар, Ноа «Mailbox» Пассовой, ДжейКаш и Виндвер. Джелли Дорман, Пассовой и Кук Харрелл выступили в качестве вокальных продюсеров, а Пассовой, Трей Стейшн и Рамиро Фернандес-Сеоан были указаны в качестве звукоинженеров. Песня знаменует собой возвращение к прежнему гитарному звучанию группы 2000-х годов в сочетании с уверенным рэпом Лизы. По словам Левина, эта песня «впервые появилась у нас во время записи альбома. Я думаю, что это самая безупречная песня, и мы так счастливы, что в ней участвует Лиса. Гитарное вступление — это буквально моя игра в аудиосообщении на моём iPhone с неподключенной гитарой. На самом деле я был немного эмоционален, потому что это было своего рода воссоединение с нашими корнями, и многие наши фанаты говорили: „Эй, мы хотим услышать этот звук снова“. Прошло уже более 20 лет, и я думаю, что настало время вернуться». Джеймс Валентайн добавил, что он «был очень эмоционален, когда Адам прислал мне оригинальную демо-запись „Priceless“, потому что для меня этот звук олицетворяет ранние дни Maroon 5», и что эта песня «заложила основу для написания и звучания нашего грядущего альбома».

## Музыкальное видео
Музыкальное видео на песню «Priceless» было выпущено вместе с синглом на канале Maroon 5 на YouTube. Клип, снятый режиссёром Аэрин Морено, был снят в центре Лос-Анджелеса на 35-миллиметровую пленку. В клипе изображены фронтмен Адам Левин и Лиса в спорных отношениях, вдохновлённые фильмом «Мистер и миссис Смит».

## Участники записи
- Адам Левин — продюсирование, вокал, ударные
- Сэм Фаррар — дополнительное производство, бас, программирование, инжиниринг
- Мэтт Флинн — ударные
- Джеймс Валентайн — гитара
- Джесси Кармайкл — гитара
- Пи Джей Мортон — клавишные
- Лиса — вокал
- Федерико Виндвер — продюсирование, клавишные, программирование, аранжировка струнных, инжиниринг
- другие

## Чарты
| Чарт (2025)                                      | Высшая позиция |
| ------------------------------------------------ | -------------- |
| Бельгия/Валлония (Ultratop 50)                   | 47             |
| Канада (Billboard Canadian Hot 100)              | 80             |
| Канада CHR/Top 40 (Billboard)                    | 30             |
| Канада Hot AC (Billboard)                        | 26             |
| Эстония (TopHit)                                 | 10             |
| Мир (Billboard Global 200)                       | 40             |
| Япония (Billboard Japan)                         | 2              |
| Нидерланды (Dutch Top 40)                        | 40             |
| Новая Зеландия (RMNZ)                            | 7              |
| Республика Корея (BGM, Background music, Circle) | 36             |
| Республика Корея (Download, Circle)              | 54             |
| Китайская Республика (Billboard)                 | 17             |
| Таиланд (Official Thailand Chart, IFPI)          | 2              |
| Великобритания (OCC UK Singles)                  | 69             |
| США (Billboard Hot 100)                          | 76             |
| США (Billboard Adult Contemporary)               | 18             |
| США (Billboard Adult Pop Airplay)                | 6              |
| США (Billboard Pop Airplay)                      | 18             |

## История релиза
| Регион | Дата        | Формат                     | Лейбл          | Ссылка |
| ------ | ----------- | -------------------------- | -------------- | ------ |
| Мир    | 2 мая 2025  | Цифровые загрузки стриминг | 222 Interscope | [ 31 ] |
| США    | 6 мая 2025  | Contemporary hit radio     | Interscope     | [ 32 ] |
| Мир    | 4 июля 2025 | сингл 7"                   | 222 Interscope | [ 33 ] |